# Gấu nâu Himalaya
Gấu nâu Himalaya hay Gấu đỏ Himalaya (danh pháp ba phần: Ursus arctos isabellinus) là một phân loài của loài gấu nâu. Phân loài gấu này (với tên Dzu-Teh) được cho là nguồn gốc của huyền thoại Yeti.
Gấu nâu Himalaya con đực dài 1,5-2,2 m, con cái dài 1,37-1,83 m. Chúng là loài động vật lớn nhất ở Himalayas và thường có màu cát hoặc nâu đỏ. Chúng phân bố ở Nepal, Ấn Độ, Pakistan và Tây Tạng. Người ta cho rằng chúng đã tuyệt chủng ở Bhutan.